# Harrison Scott Brown
Harrison Scott Brown (Sheridan, Wyoming, 1917. szeptember 26. – Albuquerque, Új-Mexikó, 1986. december 8.) amerikai fizikus, geokémikus. Szerepe volt az első atombombákban felhasznált plutónium előállításában. A meteoritokról és a Föld keletkezéséről is emlékezetes tanulmányokat írt.

## Élete
A Kaliforniai Egyetemen és a baltimore-i Johns Hopkins Egyetemen tanult kémiát. 1943-46 között a Clinton Engineer Works állományába tartozott. A Manhattan terv plutóniumtermelését felügyelte. Később, mint sok kortársa a tudóstársadalomban, ő is a nukleáris fegyverek további fejlesztése ellen emelt szót.
1942-ben Glenn T. Seaborg ajánlotta fel neki, hogy dolgozzanak együtt Chicagóban. 1946-tól 1951-ben a Chicagói Egyetemen tanított, itt kezdte meg a meteoritok nyomelemeinek az elemzését. 1951-1977-ig Pasadenában a California Institute of Technology tanára volt. 1955-ben a National Academy of Sciences tagjai közé választották. 1977-83 között Honoluluban dolgozott. 1985-től haláláig a Bulletin Atomic Scientist (Az atomtudósok közlönye) főszerkesztője volt. Ő már az 1960-as években feltételezte az exobolygók gyakori előfordulását.  Geokronológiai, bolygókutatási munkái mellett Brown lelkesen kiállt a születésszabályozás, a fegyverzet-ellenőrzés és az emberi erőforrások ügye mellett.

## Művei
- Must Destruction Be Our Destiny? (1946)
- The Challenge of Man's Future (1954)
- The Next Hundred Years – A következő száz évben (alkotótársai: James Bonner és John Weir) (1957)
- The Cassiopeia Affair (Chloe Zerwickkel közösen) (1968)
- The Human Future Revisited (1978)

## Kapcsolódó szócikk
- Geokémia